# Société belge des Peintres de la Mer
De Société belge des Peintres de la Mer was een Belgische kunstenaarsvereniging. Ze groepeerde kunstenaars die een voorkeur hadden voor maritieme motieven, zonder daarom exclusief marineschilders te zijn.
De groep werd gesticht in 1930 op initiatief van Henry De Vos, toen directeur-generaal van het Bestuur van de Zeevaart. Het was de bedoeling als groep deel te nemen aan de Wereldtentoonstelling van 1930 in Antwerpen maar de groep bleef achteraf nog 37 jaar lang actief.
Stichters waren de marineschilders Maurice Pauwaert en Louis Royon.

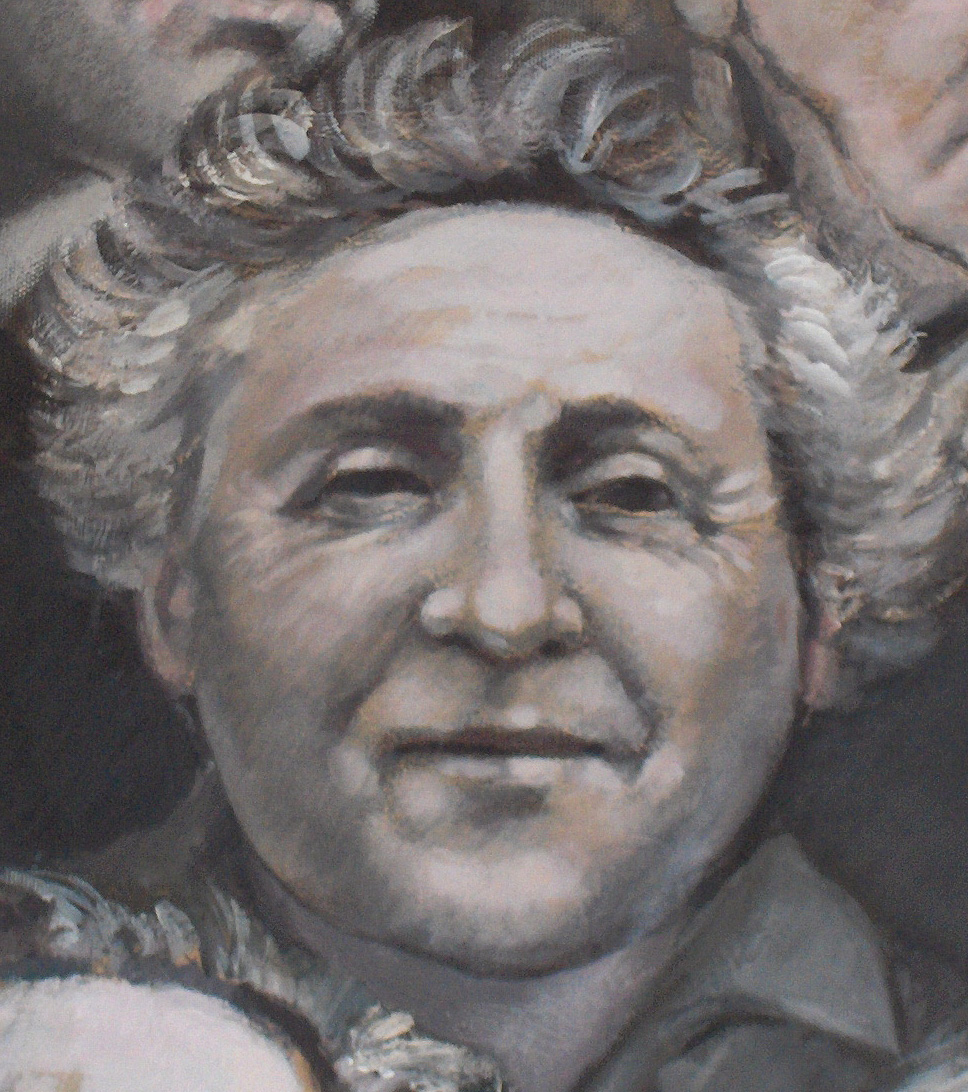
Portret van Roger Somville door Willy Bosschem, 1985

Tot de groep behoorden Door Boerewaard, Robert Buyle, Ghislaine Cambron, Gustave Camus, Julien Creytens, José Crunelle, René Depauw, Frans Depooter, Léon Devos, Georges Frédéric, Willy Gilbert, Jean Govaerts, Désiré Haine, Jean-Joseph Hoslet, Georgina Iserbyt, Robert Liard, Henri Logelain, André Lynen, Claude Lyr, Jacques Maes, Mark Macken, Maurice Mareels, Antoon Marstboom, John Michaux, Geo Mommaerts, Willem Paerels, Alphonse Proost, Jean Ransy, Albert Saverys, Rodolphe Schönberg, Mark Severin, Maurice Seghers, Roger Somville, Walter Stevens, Rodolphe Strebelle, Jean Timmermans, Ernest Vanhoorde, Désiré Van Raemdonck, Oscar Verpoorten, Antoine Vriens en Taf Wallet.
Ze hielden tentoonstellingen in Brussel, Antwerpen, Luik, Oostende, Namen en ook eens in Noorwegen. De tentoonstellingen in Brussel gingen aanvankelijk door in het Paleis voor Schone Kunsten, later in het Kasteel Karreveld. In 1952 waren ze al aan hun 19de Salon toe.
Door onenigheden, ouderdom en sterfgevallen dunde de groep uit. Bij de dood van Henry De Vos in 1974 werd de groep ontbonden maar hun activiteiten waren reeds in 1967 gestopt. De resterende leden hielden er in 1989 mee op na een laatste tentoonstelling in de exporuimte van het gemeentehuis van Schaarbeek.